# مانينغ كيمل
مانينغ كيمل (بالإنجليزية: Manning Kimmel)‏ هو ضابط أمريكي، ولد في 22 أبريل 1913 في واشنطن العاصمة في الولايات المتحدة، وتوفي في 1944.